# Gobio bulgaricus
Gobio bulgaricus är en fiskart som beskrevs av Pencho Drensky 1926. Gobio bulgaricus ingår i släktet Gobio och familjen karpfiskar. IUCN kategoriserar arten globalt som livskraftig. Inga underarter finns listade i Catalogue of Life.